# Altin Haxhi
Altin Haxhi (* 17. Juni 1975 in Gjirokastra, Kreis Gjirokastra) ist ein ehemaliger albanischer Fußballspieler. Er spielte im Mittelfeld, konnte aber auch in der Verteidigung spielen.

## Karriere
Seine Karriere begann Haxhi bei seinem Heimatverein KS Luftëtari Gjirokastra. Seit 1996 spielt er außerhalb Albaniens bei griechischen und bulgarischen Vereinen, wobei er in der Saison 2005/06 schon mal ein Jahr in Zypern bei Anorthosis Famagusta spielte. Zuletzt stand er von Sommer 2010 bis zum Jahr 2012 bei Apollon Kalamarias unter Vertrag.
Seinen größten Erfolg feierte Haxhi 1999, als er mit Litex Lovech bulgarischer Meister wurde. Damals stand mit Alban Bushi ein weiterer Albaner im Kader dieses Vereins.
Für die albanische Nationalmannschaft spielte Haxhi 66 Mal und erzielte dabei drei Tore.